# 1958年モロッコグランプリ
1958年モロッコグランプリ (1958 Moroccan Grand Prix) は、1958年のF1世界選手権第11戦（最終戦）として、1958年10月19日にアイン・ディアブ・サーキットで開催された。

## レース概要
前年まで非選手権戦として開催されたモロッコGPが初めてF1世界選手権の一戦に組み込まれた。
マイク・ホーソーン（40点）とスターリング・モス（32点）のドライバーズチャンピオン争いは最終戦の当レースまでもつれ込んだ。モスが逆転王者になるためには優勝してかつファステストラップを記録する必要があった。ホーソーンは2位以上になればモスの結果に関係なくチャンピオンを決めることができる。
モロッコ国王ムハンマド5世と握手を交わした25名（F2部門で参加する6名を含む。黄色で表示）のドライバーが最終戦に臨んだ。
ポールポジションを獲得したホーソーンはモスの先行を許す。レース前半はフェラーリの囮役を受け持つフィル・ヒルがモスの背後についてミスを誘おうとしたが、モスは動揺せずに首位を走行し続ける。レース中盤にモスのチームメイトであるトニー・ブルックスがホーソーンを抜いて3位に上がり、モスは21周目にファステストラップを記録して優位に立ったが、ブルックスのエンジンが壊れてリタイアする。フェラーリ陣営はフィル・ヒルにスローダウンの指示を出してホーソーンを先行させ、ホーソーンはチャンピオンを自力で決められる2位に浮上した。残り10周となったところで、3台目のヴァンウォールを駆るスチュアート・ルイス＝エヴァンズのエンジンがブローして後輪がロックされてしまい、コースを飛び出してマシンは大破し炎上する。この事故で大火傷を負ったルイス＝エヴァンズは6日後に亡くなった。レースはモスが制して優勝とファステストラップの9点を上乗せして41点となったが、ホーソーンが2位でフィニッシュして有効ポイントを42点としたため、ホーソーンがイギリス人初のドライバーズチャンピオンを獲得した。モスはシーズン最多の4勝を挙げたもののリタイアも5回と多く、ホーソーンは優勝がフランスGPの1回だけだったが、2位に5回入賞したのがチャンピオン獲得の決め手となった。
ヴァンウォールはシーズン6勝を挙げ、前戦イタリアGPで初代コンストラクターズチャンピオンを獲得し、自車でフェラーリに勝つという目標を達成したことで、トニー・ヴァンダーヴェル代表は自らの健康上の問題を理由にF1撤退を表明した。ルイス＝エヴァンズの事故死も撤退の理由の一つとされている。
ホーソーンは王者獲得の2ヶ月後、29歳にして現役引退を表明した。無二の親友でもあったチームメイトのピーター・コリンズがドイツGPで事故死したことや体調不良が原因とされている。それから間もない翌1959年1月22日にギルフォードの公道で事故死してしまい、友の待つ天国へと足早に旅立っていった。

## エントリーリスト
| No.     | ドライバー                       | エントラント                                 | コンストラクター | シャシー | エンジン                   | タイヤ |
| ------- | -------------------------------- | -------------------------------------------- | ---------------- | -------- | -------------------------- | ------ |
| 2       | オリビエ・ジャンドビアン         | スクーデリア・フェラーリ                     | フェラーリ       | 246      | フェラーリ Tipo143 2.4L V6 | E      |
| 4       | フィル・ヒル                     | スクーデリア・フェラーリ                     | フェラーリ       | 246      | フェラーリ Tipo143 2.4L V6 | E      |
| 6       | マイク・ホーソーン               | スクーデリア・フェラーリ                     | フェラーリ       | 246      | フェラーリ Tipo143 2.4L V6 | E      |
| 8       | スターリング・モス               | ヴァンダーヴェル・プロダクツ・リミテッド     | ヴァンウォール   | VW5      | ヴァンウォール 254 2.5L L4 | D      |
| 10      | トニー・ブルックス               | ヴァンダーヴェル・プロダクツ・リミテッド     | ヴァンウォール   | VW5      | ヴァンウォール 254 2.5L L4 | D      |
| 12      | スチュアート・ルイス＝エヴァンズ | ヴァンダーヴェル・プロダクツ・リミテッド     | ヴァンウォール   | VW5      | ヴァンウォール 254 2.5L L4 | D      |
| 14      | ジャン・ベーラ                   | オーウェン・レーシング・オーガニゼーション   | BRM              | P25      | BRM P25 2.5L L4            | D      |
| 16      | ハリー・シェル                   | オーウェン・レーシング・オーガニゼーション   | BRM              | P25      | BRM P25 2.5L L4            | D      |
| 18      | ヨアキム・ボニエ                 | オーウェン・レーシング・オーガニゼーション   | BRM              | P25      | BRM P25 2.5L L4            | D      |
| 20      | ロン・フロックハート             | オーウェン・レーシング・オーガニゼーション   | BRM              | P25      | BRM P25 2.5L L4            | D      |
| 22      | マステン・グレゴリー             | テンプル・ビューエル                         | マセラティ       | 250F     | マセラティ 250F1 2.5L L6   | D      |
| 24      | ヴォルフガング・ザイデル         | スクーデリア・セントロ・スッド               | マセラティ       | 250F     | マセラティ 250F1 2.5L L6   | P      |
| 26      | ジェリーノ・ジェリーニ           | スクーデリア・セントロ・スッド               | マセラティ       | 250F     | マセラティ 250F1 2.5L L6   | P      |
| 28      | ロイ・サルヴァドーリ             | クーパー・カー・カンパニー                   | クーパー         | T45      | クライマックス FPF 2.2L L4 | D      |
| 30      | ジャック・フェアーマン           | クーパー・カー・カンパニー                   | クーパー         | T45      | クライマックス FPF 2.2L L4 | D      |
| 32      | グラハム・ヒル                   | チーム・ロータス                             | ロータス         | 16       | クライマックス FPF 2.2L L4 | D      |
| 34      | クリフ・アリソン                 | チーム・ロータス                             | ロータス         | 12       | クライマックス FPF 2.0L L4 | D      |
| 36      | モーリス・トランティニアン       | RRCウォーカー・レーシングチーム              | クーパー         | T45      | クライマックス FPF 2.2L L4 | D      |
| 38      | ハンス・ヘルマン                 | ヨアキム・ボニエ                             | マセラティ       | 250F     | マセラティ 250F1 2.5L L6   | P      |
| 40      | ポール・エメリー 1               | エメリソン・カーズ                           | エメリソン       | 56       | アルタ GP 2.5L L4          | D      |
| 42      | ジャン＝クロード・ビシール 1     | ジャン＝クロード・ビシール                   | クーパー         | T45      | クライマックス FPF 1.5L L4 | D      |
| 44      | キース・ホール 1                 | チーム・ロータス                             | ロータス         | 12       | クライマックス FPF 1.5L L4 | D      |
| 46      | ジャン・ケルゲン 1               | ジャン・ケルゲン                             | ポルシェ         | RS550    | ポルシェ 547/3 1.5L F4     | D      |
| 48      | アンドレ・ゲルフィ               | アンドレ・ゲルフィ                           | クーパー         | T45      | クライマックス FPF 1.5L L4 | D      |
| 50      | ジャック・ブラバム               | クーパー・カー・カンパニー                   | クーパー         | T45      | クライマックス FPF 1.5L L4 | D      |
| 52      | ブルース・マクラーレン           | クーパー・カー・カンパニー                   | クーパー         | T45      | クライマックス FPF 1.5L L4 | D      |
| 54      | フランソワ・ピカール             | RRCウォーカー・レーシングチーム              | クーパー         | T43      | クライマックス FPF 1.5L L4 | D      |
| 56      | トム・ブリッジャー               | ブリティッシュ・レーシング・パートナーシップ | クーパー         | T45      | クライマックス FPF 1.5L L4 | D      |
| 58      | ロベール・ラ・カズ               | ロベール・ラ・カズ                           | クーパー         | T45      | クライマックス FPF 1.5L L4 | D      |
| ソース: |                                  |                                              |                  |          |                            |        |

追記
- ^1 - エントリーしたが出場せず

## 結果

### 予選
| 順位    | No. | ドライバー                       | コンストラクター        | タイム | 差     |
| ------- | --- | -------------------------------- | ----------------------- | ------ | ------ |
| 1       | 6   | マイク・ホーソーン               | フェラーリ              | 2:23.1 | －     |
| 2       | 8   | スターリング・モス               | ヴァンウォール          | 2:23.2 | + 0.1  |
| 3       | 12  | スチュアート・ルイス＝エヴァンズ | ヴァンウォール          | 2:23.7 | + 0.6  |
| 4       | 14  | ジャン・ベーラ                   | BRM                     | 2:23.8 | + 0.7  |
| 5       | 4   | フィル・ヒル                     | フェラーリ              | 2:24.1 | + 1.0  |
| 6       | 2   | オリビエ・ジャンドビアン         | フェラーリ              | 2:24.3 | + 1.2  |
| 7       | 10  | トニー・ブルックス               | ヴァンウォール          | 2:24.4 | + 1.3  |
| 8       | 18  | ヨアキム・ボニエ                 | BRM                     | 2:24.9 | + 1.8  |
| 9       | 36  | モーリス・トランティニアン       | クーパー-クライマックス | 2:26.0 | + 3.0  |
| 10      | 16  | ハリー・シェル                   | BRM                     | 2:26.4 | + 3.4  |
| 11      | 30  | ジャック・フェアーマン           | クーパー-クライマックス | 2:27.0 | + 3.9  |
| 12      | 32  | グラハム・ヒル                   | ロータス-クライマックス | 2:27.1 | + 4.0  |
| 13      | 22  | マステン・グレゴリー             | マセラティ              | 2:27.6 | + 4.5  |
| 14      | 28  | ロイ・サルヴァドーリ             | クーパー-クライマックス | 2:28.6 | + 5.5  |
| 15      | 20  | ロン・フロックハート             | BRM                     | 2:29.8 | + 6.7  |
| 16      | 34  | クリフ・アリソン                 | ロータス-クライマックス | 2:33.7 | + 10.6 |
| 17      | 26  | ジェリーノ・ジェリーニ           | マセラティ              | 2:35.1 | + 12.0 |
| 18      | 38  | ハンス・ヘルマン                 | マセラティ              | 2:35.1 | + 12.0 |
| 19      | 50  | ジャック・ブラバム               | クーパー-クライマックス | 2:36.6 | + 13.5 |
| 20      | 24  | ヴォルフガング・ザイデル         | マセラティ              | 2:38.2 | + 15.1 |
| 21      | 52  | ブルース・マクラーレン           | クーパー-クライマックス | 2:39.0 | + 15.9 |
| 22      | 56  | トム・ブリッジャー               | クーパー-クライマックス | 3:01.0 | + 37.9 |
| 23      | 58  | ロベール・ラ・カズ               | クーパー-クライマックス | 3:03.5 | + 40.4 |
| 24      | 54  | フランソワ・ピカール             | クーパー-クライマックス | 3:06.4 | + 43.3 |
| 25      | 48  | アンドレ・ゲルフィ               | クーパー-クライマックス | 3:09.0 | + 45.9 |
| ソース: |     |                                  |                         |        |        |

### 決勝
| 順位    | No. | ドライバー                       | コンストラクター        | 周回数 | タイム/リタイア原因 | グリッド | ポイント |
| ------- | --- | -------------------------------- | ----------------------- | ------ | ------------------- | -------- | -------- |
| 1       | 8   | スターリング・モス               | ヴァンウォール          | 53     | 2:09:15.1           | 2        | 9 1      |
| 2       | 6   | マイク・ホーソーン               | フェラーリ              | 53     | + 1:24.7            | 1        | 6        |
| 3       | 4   | フィル・ヒル                     | フェラーリ              | 53     | + 1:25.5            | 5        | 4        |
| 4       | 18  | ヨアキム・ボニエ                 | BRM                     | 53     | + 1:46.7            | 8        | 3        |
| 5       | 16  | ハリー・シェル                   | BRM                     | 53     | + 2:33.7            | 10       | 2        |
| 6       | 22  | マステン・グレゴリー             | マセラティ              | 52     | + 1 Lap             | 13       |          |
| 7       | 28  | ロイ・サルヴァドーリ             | クーパー-クライマックス | 51     | + 2 Laps            | 14       |          |
| 8       | 30  | ジャック・フェアーマン           | クーパー-クライマックス | 50     | + 3 Laps            | 11       |          |
| 9       | 38  | ハンス・ヘルマン                 | マセラティ              | 50     | + 3 Laps            | 18       |          |
| 10      | 34  | クリフ・アリソン                 | ロータス-クライマックス | 49     | + 4 Laps            | 16       |          |
| 11      | 50  | ジャック・ブラバム               | クーパー-クライマックス | 49     | + 4 Laps            | 19       |          |
| 12      | 26  | ジェリーノ・ジェリーニ           | マセラティ              | 48     | + 5 Laps            | 17       |          |
| 13      | 52  | ブルース・マクラーレン           | クーパー-クライマックス | 48     | + 5 Laps            | 21       |          |
| 14      | 58  | ロベール・ラ・カズ               | クーパー-クライマックス | 48     | + 5 Laps            | 23       |          |
| 15      | 48  | アンドレ・ゲルフィ               | クーパー-クライマックス | 48     | + 5 Laps            | 25       |          |
| 16      | 32  | グラハム・ヒル                   | ロータス-クライマックス | 45     | + 7 Laps            | 12       |          |
| Ret     | 12  | スチュアート・ルイス＝エヴァンズ | ヴァンウォール          | 41     | 事故死              | 3        |          |
| Ret     | 54  | フランソワ・ピカール             | クーパー-クライマックス | 31     | アクシデント        | 24       |          |
| Ret     | 56  | トム・ブリッジャー               | クーパー-クライマックス | 30     | アクシデント        | 22       |          |
| Ret     | 10  | トニー・ブルックス               | ヴァンウォール          | 29     | エンジン            | 7        |          |
| Ret     | 2   | オリビエ・ジャンドビアン         | フェラーリ              | 29     | アクシデント        | 6        |          |
| Ret     | 14  | ジャン・ベーラ                   | BRM                     | 26     | エンジン            | 4        |          |
| Ret     | 24  | ヴォルフガング・ザイデル         | マセラティ              | 15     | アクシデント        | 20       |          |
| Ret     | 20  | ロン・フロックハート             | BRM                     | 15     | カムシャフト        | 15       |          |
| Ret     | 36  | モーリス・トランティニアン       | クーパー-クライマックス | 9      | エンジン            | 9        |          |
| ソース: |     |                                  |                         |        |                     |          |          |

追記
- ^1 - ファステストラップの1点を含む

## ランキング
|  | 順位 | ドライバー           | ポイント |
|  | ---- | -------------------- | -------- |
|  | 1    | マイク・ホーソーン   | 42 (49)  |
|  | 2    | スターリング・モス   | 41       |
|  | 3    | トニー・ブルックス   | 24       |
|  | 4    | ロイ・サルヴァドーリ | 15       |
|  | 5    | ピーター・コリンズ   | 14       |

|  | 順位 | コンストラクター        | ポイント |
|  | ---- | ----------------------- | -------- |
|  | 1    | ヴァンウォール          | 48 (57)  |
|  | 2    | フェラーリ              | 40 (57)  |
|  | 3    | クーパー-クライマックス | 31       |
|  | 4    | BRM                     | 18       |
|  | 5    | マセラティ              | 6        |

- 注:  トップ5のみ表示。ベスト6戦のみがカウントされる。ポイントは有効ポイント、括弧内は総獲得ポイント。